# Tam giác Farabeuf
Tam giác Farabeuf, đây là mốc để tìm các mạch, thần kinh của vùng cổ trước, và tên gọi của nó được các nhà khoa học Pháp đặt cho.
Giới hạn của nó:
- cạnh sau ngoài: tĩnh mạch cảnh trong
- cạnh trước trên: thần kinh XII và bụng sau cơ hai bụng
- cạnh trước dưới: phần tận của tĩnh mạch mặt.

Trong tam giác này có: 
- đoạn cuối của động mạch cảnh chung.
- động mạch cảnh trong.
- động mạch cảnh ngoài.